# Partido de Adolfo González Chaves
Partido de Adolfo González Chaves är en kommun i Argentina.   Den ligger i provinsen Buenos Aires, i den sydöstra delen av landet, 400 km söder om huvudstaden Buenos Aires. Antalet invånare är 12 037.
Trakten runt Partido de Adolfo González Chaves består till största delen av jordbruksmark. Runt Partido de Adolfo González Chaves är det mycket glesbefolkat, med 3 invånare per kvadratkilometer.